# Amendoim-acácia
O amendoim-acácia ou Tipuana (Tipuana tipu (Benth.Kuntze) é uma árvore da família das Fabáceas.
Sinonímia botânica: Machaerium tipu Benth., Tipuana speciosa Benth.
É uma das árvores preferidas dos arquitectos paisagistas, especialmente no alinhamento ao longo de alamedas nas cidades. A transparência das suas folhas verde claras e a sua distribuição por andares tornam-na numa árvore muito luminosa com uma sombra muito agradável.
Embora seja uma árvore de folha caduca, tem folhas durante quase todo o ano porque a sua caducidade é tardia (fim do Inverno) e as novas nascem logo no início da Primavera.